# Кесме
Кесме́ (тур. Kesme чи erişte) — різновид яєчної локшини, що зустрічається в різних тюркських кухнях, включаючи киргизьку і казахську кухню. Він також зустрічається в турецькій кухні і називається erişte в сучасній стандартній турецькій мові. Саме слово є номіналізацією дієслова «нарізати», посилаючись на нарізання тіста, з якого готують локшину. Термін може стосуватися локшини або готової страви, приготовленої з неї. Кесме традиційно є домашньою стравою, і не часто її подають у ресторанах чи кафе. У Туреччині кесме відомий як «erişte», і його їдять взагалі взимку. Його готують з борошна, яєць, води, солі та молока. Ці інгредієнти перетворюють у тісто, яке розкочують, ріжуть і сушать на сонці або духовці після сушіння протягом дня.

## Інгредієнти та приготування

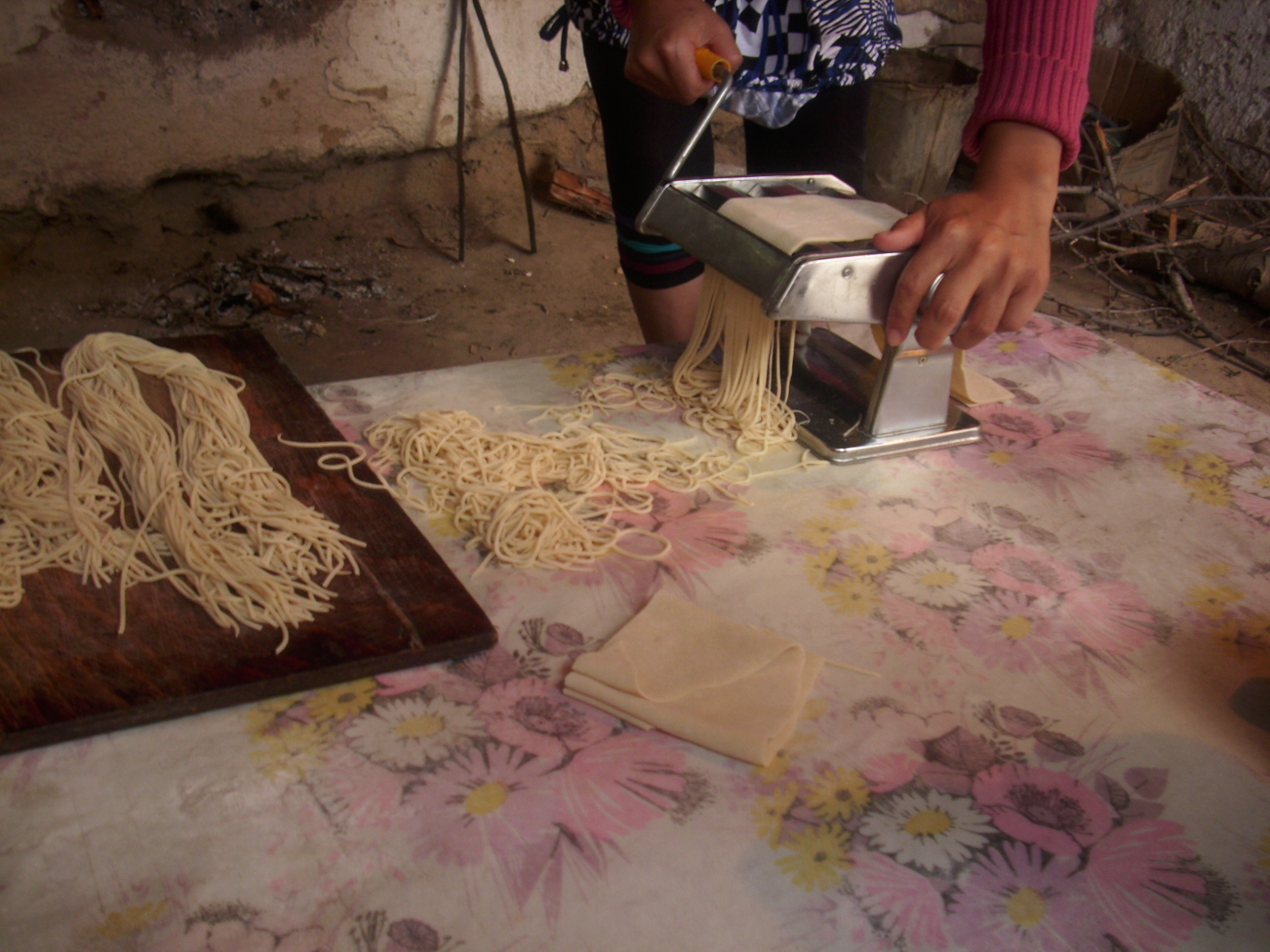
Приготування кесме

Тісто для кесме зазвичай складається з борошна, води, солі та яєць. Тісто розкочують у велике тонке коло і залишають на деякий час висохнути. Потім його злегка присипають борошном, складають кілька разів у стилі акордеона і нарізають смужками, які потім відокремлюють. Кесме можна негайно відварити в бульйоні, який часто містить інгредієнти, такі як картопля, м'ясо, морква, перець і помідори, або залишити для затвердіння і зберігання. Кесме часто виготовляють у казані.

## Реште
Рештех або реште (перс. رشته) — це перська локшина з цільної пшениці. Традиційно локшина є домашнім продуктом. Рештех, який використовується в іранській кухні, може бути густішою локшиною з цільної пшениці. «Рештех» було єдиним словом для визначення локшини в арабських кулінарних книгах XIII–XIV століть.
Особлива символіка надається стравам, які містять локшину, коли має відбутись важливий захід. Традиційною стравою в Ірані є рештех-полов (reshteh polow), який подають під час Перського нового року, що представляє собою переплетені нитки життя та сім'ї. Локшина використовується для страв із особливих нагод, для подяки та особливо для подорожей до Мекки.

## Галерея

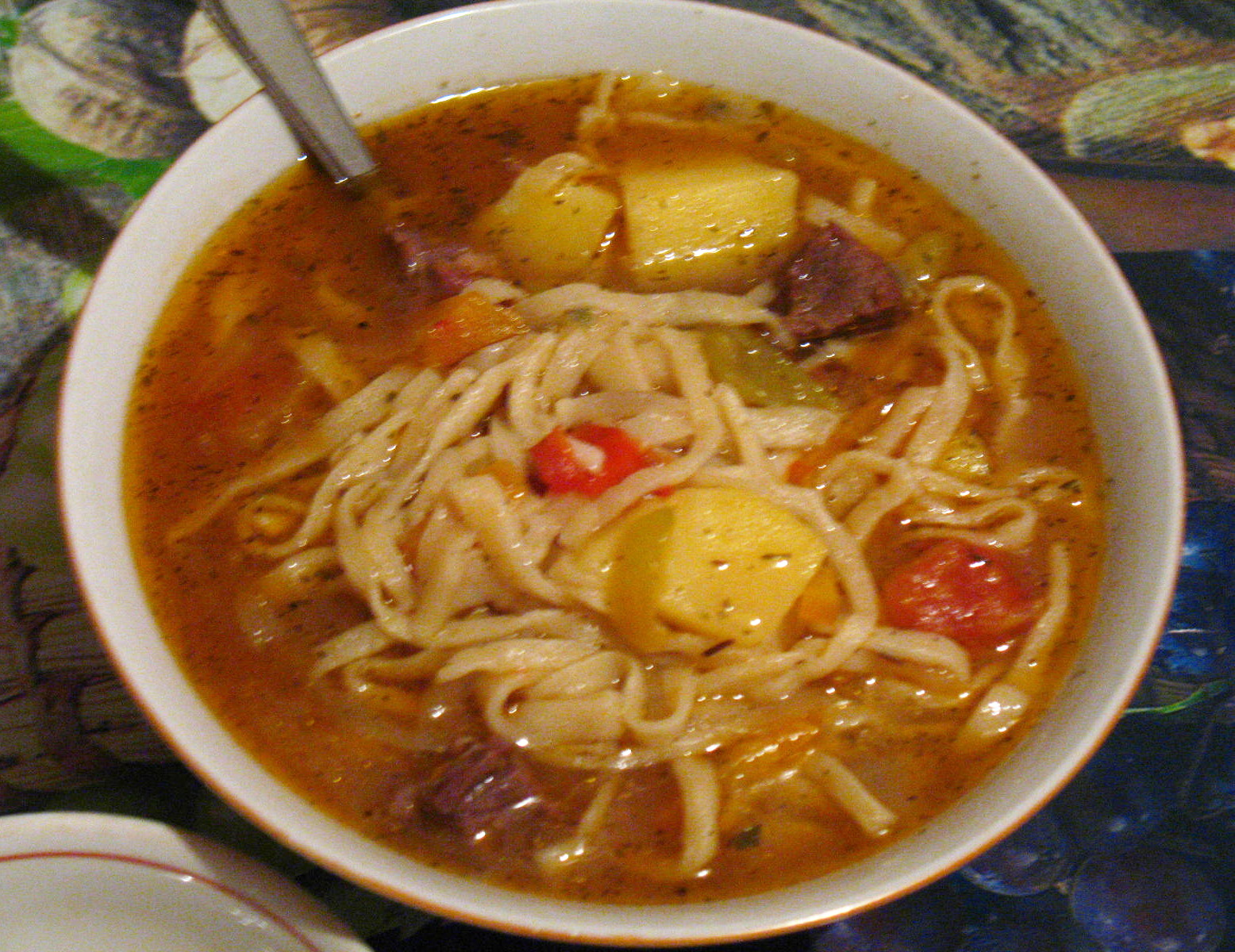
Тарілка кесме
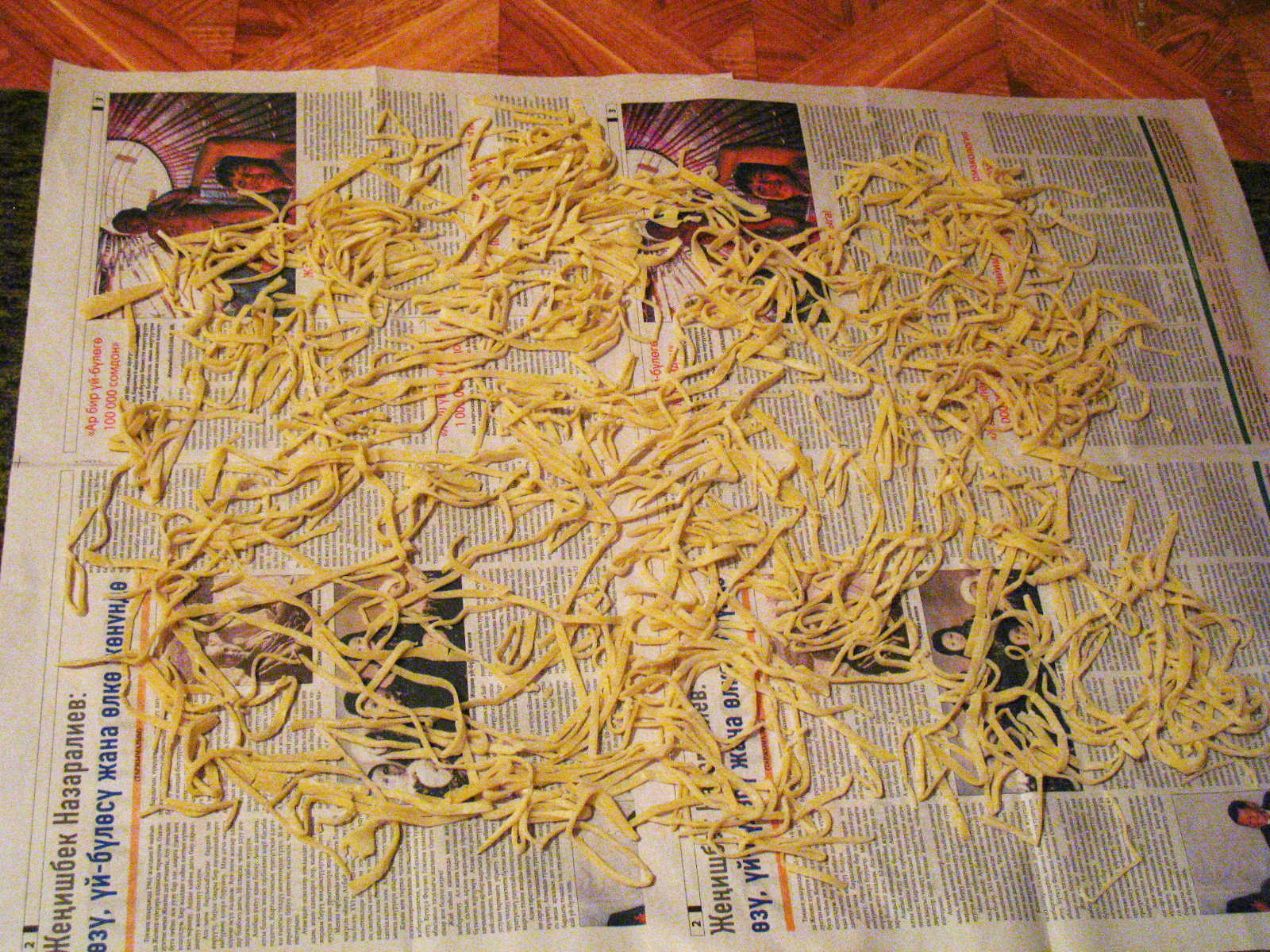
Сушка кесме
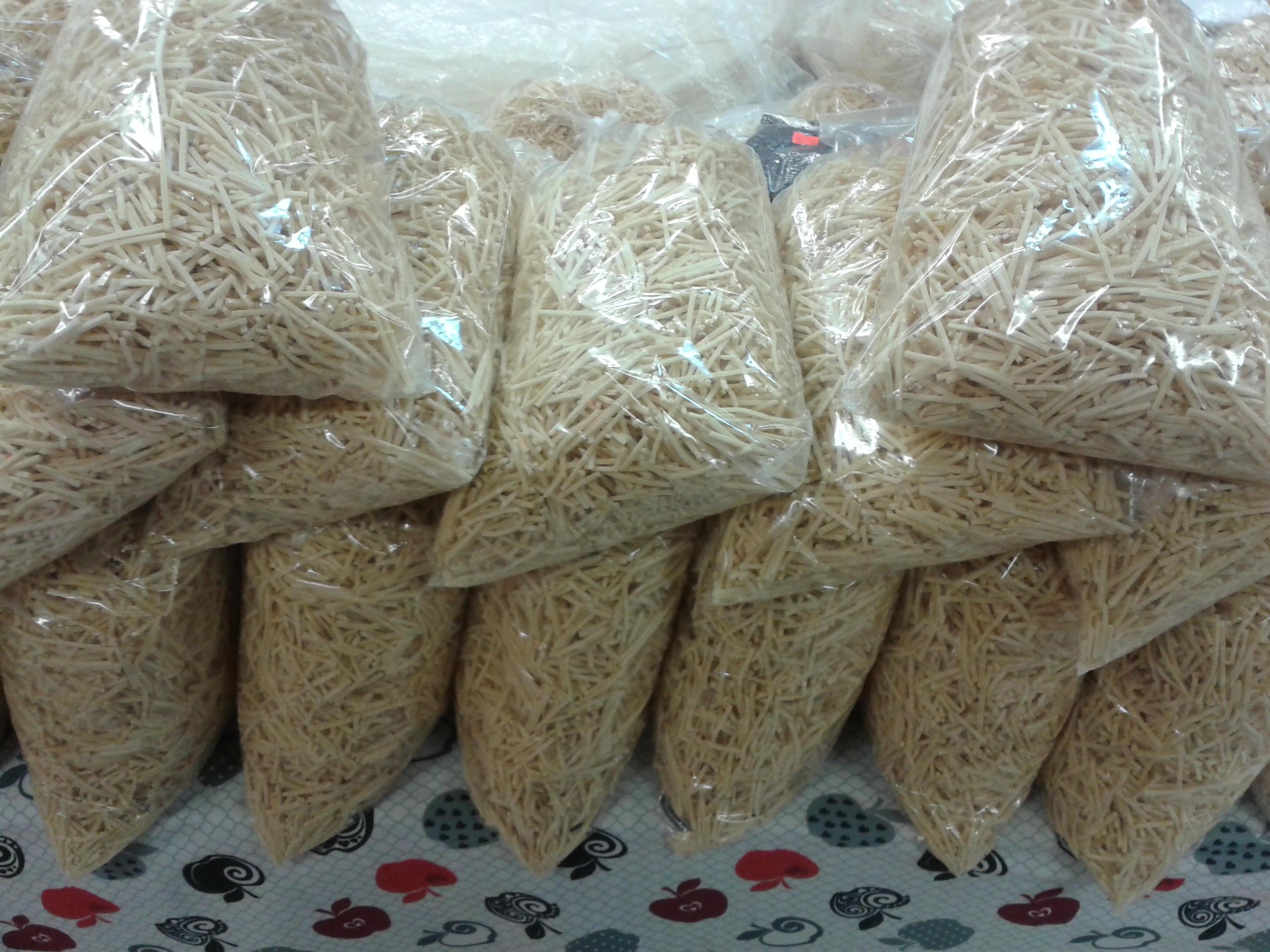
Кесме у супермаркеті в Анкарі